# Wijnjeterpverlaat
Wijnjeterpverlaat (Fries: Weinterpferlaat) is een buurtschap in de gemeente Opsterland, in de Nederlandse provincie Friesland. Wijnjeterpverlaat ligt net ten zuiden van Drachten, tussen Hemrikerverlaat en Klein Groningen.
Het valt officieel onder het grondgebied van Wijnjewoude. De buurtschap is ontstaan rond de plek waar tijdens het graven van de Opsterlandse Compagnonsvaart een schutsluis (verlaat) werd gebouwd. Vaartuigen die de Turfroute volgen passeren deze sluis.
Het ligt aan beide kanten van het kanaal, vanaf de sluis in de richting van Klein-Groningen. Bij de sluis loopt de buurtschap kort naar het noorden toe langs de Weinterp, evenredig aan de buurtschap Sparjebird, om aan te sluiten op het oorspronkelijke dorp Wijnjeterp waar naar de sluis is genoemd.
Ook de zuidelijke wegen/paden Jan Hofwswijck en Tjalling Harkeswei vallen onder de buurtschap. Aan de Jan Hofswijck ligt ter hoogte van Hoornsterzwaag de Kapellepôlle, waar tot de 17e eeuw een reizigerskapel heeft gestaan die gewijd was aan Bonifatius.

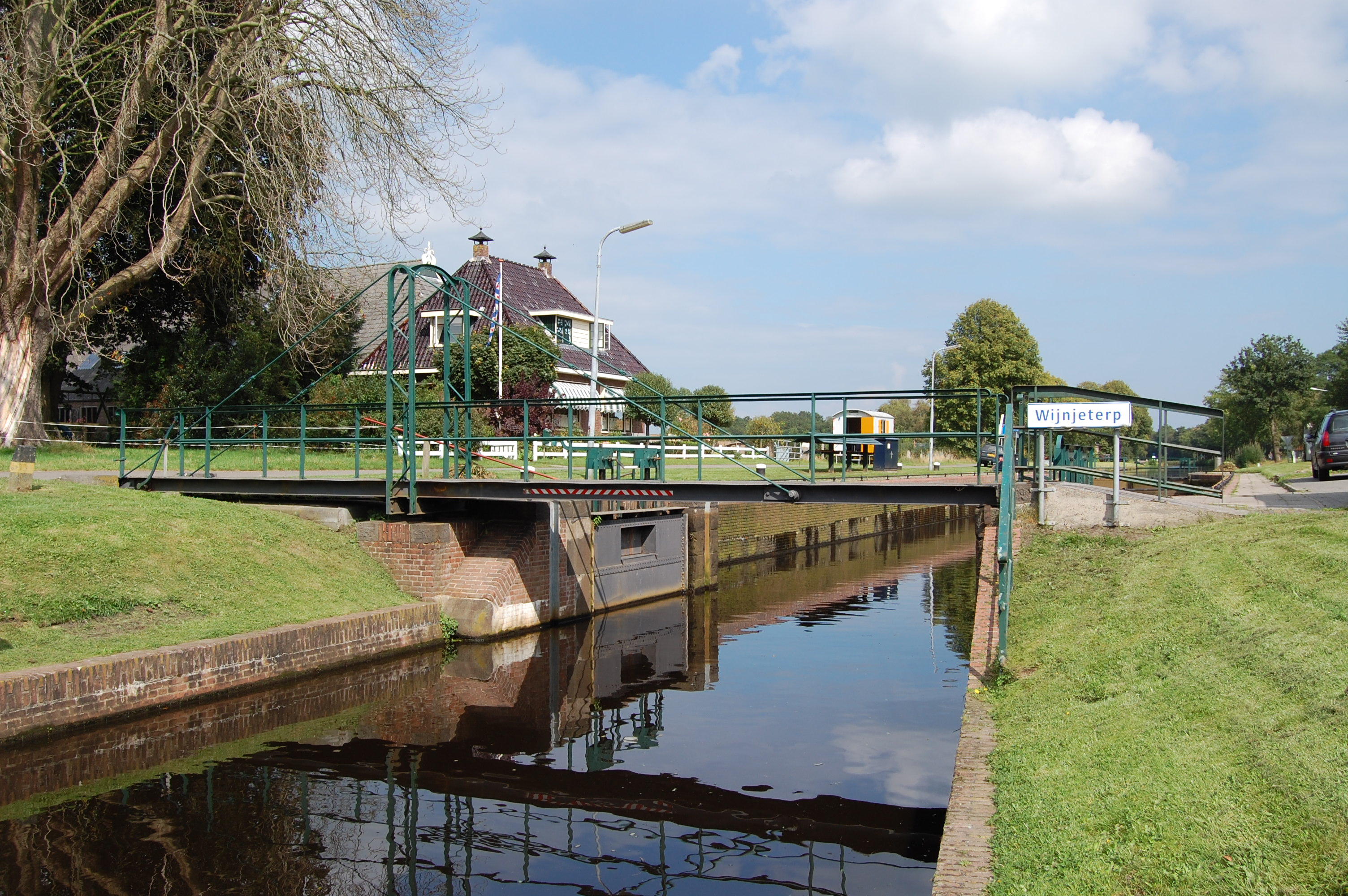
Wijnjeterpverlaat (2007)

Dorpen: Bakkeveen · Beetsterzwaag · Drachten-Azeven · Frieschepalen · Gorredijk · Hemrik · Jonkersland · Langezwaag · Lippenhuizen · Luxwoude · Nij Beets · Olterterp · Siegerswoude · Terwispel · Tijnje · Ureterp · Waskemeer (klein deel) · Wijnjewoude

Buurtschappen: Allardsoog (deels) · Haneburen · Hanebuurt · Heidehuizen · Hemrikerverlaat · Klein Groningen · Kooibos · Kortezwaag · Moskou (deels) · Nieuwe Vaart · Oosterend · Oud Beets · Petersburg (deels) · Rolbrug · Selmien · Sparjebird · Uilesprong · Ureterp aan de Vaart · Voorwerk · Vosseburen · Welgelegen (deels) · Wijngaarden · Wijnjeterpverlaat

Friesland: Steden en dorpen      Nederland: Provincies · Gemeenten